# Шмідтівка
Шмі́дтівка — село в Україні, у Березанській селищній громаді Миколаївського району Миколаївської області. Населення становить 19 осіб.